# Wladimir Sergejewitsch Prochorow
Wladimir Sergejewitsch Prochorow (russisch Владимир Сергеевич Прохоров; * 25. Mai 1984 in Tschussowoi) ist ein früherer russischer Rennrodler.
Wladimir Prochorow ist Student und lebt in Tschussowoi. Seit 2000 ist er Rennrodler. Er fährt als Untermann im Doppelsitzer. 
Sein Partner war zunächst Iwan Newmerschizki. Ihr erstes Rennen im Rennrodel-Weltcup bestritten beide zu Beginn der Saison 2003/04 in Sigulda und belegten sofort den achten Rang. Das Doppel fuhr in der Saison nur noch das zweite Rennen in Altenberg, in dem sie 19. wurden. Trotz dieser wenigen Einsätze konnte das Duo in der Gesamtwertung 21. werden. 
In der folgenden Saison nahmen Newmerschizki/Prokororow an sieben der acht Saisonrennen teil. Viermal fuhren sie unter die besten Zehn. In Altenberg konnten sie ihr bestes Ergebnis um einen Rang auf Platz sieben verbessern. In der Gesamtwertung belegten sie Platz 13. Weniger erfolgreich erwies sich für sie die Saison 2005/06 mit nur einem Einsatz in Calgary mit einem nicht sehr guten 21. Platz. 2006/07 war ein durchwachsenes Jahr. Einem guten neunten Rang in Cesana Pariol stehen eine Disqualifikation und ein nicht ins Ziel gebrachtes Rennens neben einigen mittelmäßigen Ergebnissen gegenüber. Bei den Rennrodel-Weltmeisterschaften 2007 in Igls belegten die Russen den 13. Platz. Dasselbe Ergebnis erreichten sie auch ein Jahr später in Oberhof. Bei der Rennrodel-Europameisterschaft 2008 in Cesana fuhren sie auf den zehnten Platz. Die Saison 2007/2008 des Doppels verlief neben den Großereignissen eher schlecht, in der Gesamtwertung erreichten sie den 24. Rang. Während der Saison 2008/09 fuhr Newmerschizki nicht mit Prochorow, sondern mit Oleg Medwedew.
In der Saison 2010/11 fuhren Newmerschizki und Prokororow wieder zusammen und erreichten in der Gesamtwertung einen 16. Platz. Höhepunkt der Saison waren die Rennrodel-Weltmeisterschaften 2011 in Cesana, wo sie Elfte wurden. Newmerschizki und Prokororow wurden 2010 außerdem Russische Meister. In der Saison 2011/12 konnten sie sich international noch einmal deutlich verbessern, so erreichten sie bei den Weltmeisterschaften in Altenberg den siebten, bei den Europameisterschaften den 13. und insgesamt den achten Platz. Danach fiel ihre Leistung ab, in der Saison 2013/14 waren sie nur 29. 
Seit der Saison 2014/15 startete Prochorow mit einem neuen Doppelpartner, Wladislaw Juschakow. Ihre erste gemeinsame Saison erwies sich als erfolgreich, so wurden sie Zweite beim ersten Rennen in Igls, bei den Rennrodel-Weltmeisterschaften 2015 in Sigulda erreichten sie den 8. Platz und bei den Europameisterschaften in Sotschi den 6. Platz. In der Gesamtwertung wurden sie ebenfalls Sechste. In der folgenden Saison erreichten sie dagegen insgesamt nur den 27. Rang, obwohl sie bei den Rennrodel-Weltmeisterschaften 2016 auf den 12. und bei den Europameisterschaften auf den 10. Platz kamen. Sie gewannen auch an der Seite von Tatjana Iwanowa und Semjon Pawlitschenko den Team-Staffel-Weltcup 2015/2016 in Sigulda und den Weltcup Nationencup 2015/2016 in Oberhof. In der laufenden Saison wechselte Juschakow den Doppelpartner und fährt seitdem mit Juri Prochorow.